# 阿拉 (马塞杜-迪卡瓦莱鲁什)
阿拉 (马塞杜-迪卡瓦莱鲁什)是葡萄牙布拉干萨区的一个堂区。总面积33.76平方公里，总人口497人，人口密度14.7人/平方公里。